# 扎斯盧奇內
49°39′29″N 26°46′29″E / 49.65806°N 26.77472°E

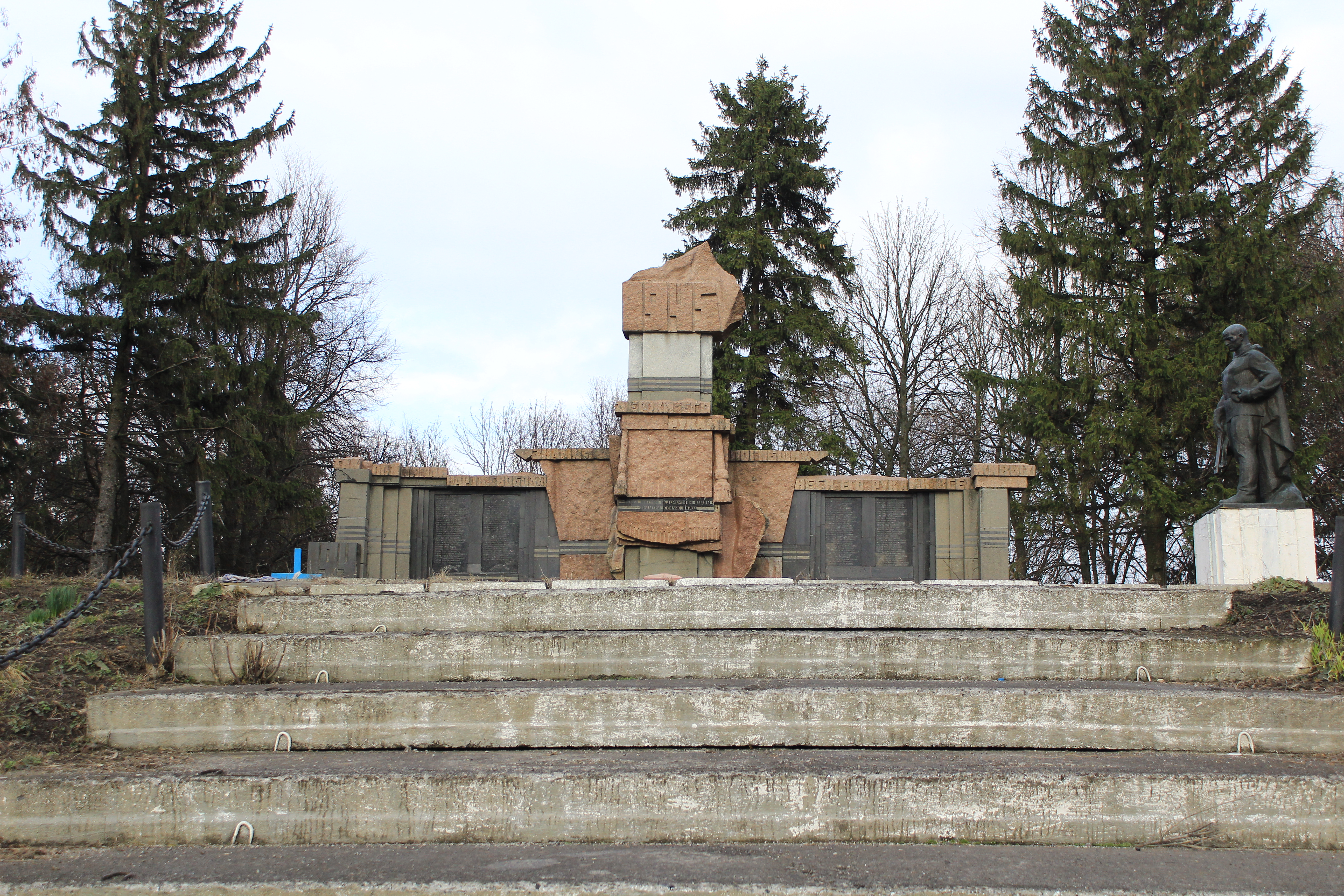
本地英雄纪念碑

扎斯盧奇內（烏克蘭語：Заслучне）是位於烏克蘭西部的村莊，由赫梅利尼茨基州赫梅利尼次基區的扎斯盧奇內市鎮負責管轄。該村始建於1947年，面積3.65平方公里，海拔高度291米，2020年人口841* （页面存档备份，存于），人口密度每平方公里315人。